# Driegaaien
Driegaaien is een wijk gelegen in de stad Sint-Niklaas in Oost-Vlaanderen. De buurt is gelegen rondom het kruispunt met de Botermelkstraat, Driegaaienhoek, Smisstraat en Heimolenstraat. De omgeving is relatief veel bebouwd en is net buiten het stadscentrum gelegen. De bebouwing omvat vooral oudere huizen. De Driegaaienhoek leidt noordwaarts naar de Baenslandwijk. In het zuiden leidt de Heimolenstraat naar de N41 van Sint-Niklaas naar Dendermonde. Bij het inslaan van de Smisstraat kom je terecht in de wijk Tereken. De straat loopt ten zuiden van de N70 richting de N16 ter hoogte van het Waasland Shopping Center. De Botermelkstraat kruist met de N70 en loopt wat verder dood.

Deelgemeenten: Belsele · Nieuwkerken-Waas · Sinaai · Sint-Niklaas

Overige plaatsen en wijken: Baenslandwijk · Clementwijk · Dillaertwijk · Driegaaien · Driekoningenwijk · Drielinden · Duizend Appels · Eindeken · Elisabethwijk · Fabiolawijk · Godschalk · Hertjen · Hoogkameren · Kettermuit · Kletterbos · Krekel · Molenwijk · Ossenhoek · Patotterij · Populierenwijk · Priesteragiewijk · Puivelde · Stationswijk · Ster · Tereken · Valk · Vlijminckshoek · Vossekot · Vosselwijk · Watermolenwijk · Westakkers · Wijnveld · Zwaanaarde

Belgische gemeenten · Arrondissement Sint-Niklaas · Oost-Vlaanderen · Vlaanderen